# Силаев, Алексей Борисович
Алексе́й Бори́сович Сила́ев (26 марта [8 апреля] 1906, Александровка, Новосильский район — 28 сентября 1989, Москва) — советский учёный-химик, профессор химического и биологического факультетов МГУ, заслуженный деятель науки РСФСР (1976). Специалист в области природных соединений, основные научные труды посвящены химии антибиотиков и противоопухолевых препаратов. Ученик Н. Д. Зелинского.

## Биография

### Детство
Алексей Борисович родился 26 марта 1906 года (н. с.) в деревне Александровка Новосильского района Орловской области (бывшей Тульской губернии). Он был десятым ребёнком в семье деревенского коновала Бориса Матвеевича Силаева и его жены Евдокии Андреевны. Всего в семье родилось 15 детей, 7 из которых умерли.
Осенью 1914 года в возрасте 8 лет Алексей пошёл в школу, но вскоре заболел и перестал посещать занятия. Осенью 1915 года его положили в больницу в г. Новосиле с диагнозом «костный туберкулёз бедра». Болел тяжело, в общей сложности находился на лечении около 3 лет и после остался хромым. В больнице раненые солдаты учили его чтению, письму и арифметике, а также он самостоятельно занимался по школьным учебникам. Так он прошёл программу за II, III и IV классы начальной школы.

### Юность
Следующие шесть лет А. Б. Силаев учился и жил в «Голубой школе», оставаясь на ночь в школьном классе. Проучившись два года в школе 2 ступени, осенью 1923 года он перевёлся в Педагогический техникум в г. Новосиль. В июне 1926 года Алексей Борисович получил Диплом Народного Учителя и тем же летом поехал поступать в институт в Москву.

### Студенчество
В 1926 году Алексея Силаева зачислили на Дефектологическое отделение Педагогического Института имени В. И. Ленина (бывшего 2-го МГУ), но юноша проявил большой интерес к естественным наукам. Он посещал занятия сразу двух отделений, о посещении практических занятиях по неорганической химии договорился с лаборанткой. В зимнюю сессию сдал на «отлично» все предметы по Дефектологическому и по Естественному отделениям, и после личной беседы с профессором А. Н. Реформаторским его перевели на Естественное.

### Создание семьи
Со своей будущей женой Лидией Алексеевной Филипповой Силаев познакомился в мае 1932. Они поженились 15 августа 1933 года в г. Бронницы, в Москве снимали комнату. Весной 1934 года пара уже ожидала ребёнка, и они переехали в квартиру в Институт кролиководства. В мае Лидия родила сына Николая. Мальчик был любимцем всей семьи.
Летом 1938 года Коля заболел дизентерией, а затем токсичным сепсисом, и спустя 12 дней умер в Боткинской больнице. Смерть ребёнка родители переживали очень тяжело. Летом 1939 года в семье родилась дочь Светлана. Рождение второго ребёнка помогло семье справиться с горем.

### Военное время
Жена Силаева Лидия Алексеевна с дочкой Светой 21 июля была эвакуирована в Казань вместе с остальными женщинами Московского Университета и их детьми. Девочка в пути заболела дизентерией, в Казани её положили в детскую больницу. Врачи готовили мать к худшему, но у неё был с собой опытный образец сульфидина из ВИЭМа, который спас жизнь девочке.
Осенью 1941 года Университет начал готовиться к эвакуации. В конце октября Алексей Борисович приехал в Казань к жене и дочери. Там А. Б. Силаев начал заниматься отправкой матерей с детьми в Ашхабад. 27 ноября 1941 года они отбыли из Казани в Ашхабад через Ташкент. По приезде семью Силаевых вместе с семьями других сотрудников факультета разместили в спортзале местной школы. В Ашхабаде факультет работал в здании Пединститута, за всё время пребывания было организовано три лаборатории и выполнено 22 работы. Силаев изучал возможность девулканизации синтетического каучука и перевода его в растворимое состояние, а также разрабатывал новые типы моющих средств на базе бентонитов и сапонинов.
Летом 1942 началась подготовка к реэвакуации, 15 августа Университет отбыл в Свердловск. В результате резкой смену климата Света заболела малярией. На этот раз её спас хинин. 6 марта 1943 года в семье родился сын Саша, а 5 мая семья Силаевых вместе с остальными сотрудниками Университета вернулась в Москву.
По возвращении в Москву Силаев был назначен начальником первого отдела МГУ, а в 1945 — помощником проректора по научной работе и начальником научного отдела. В октябре 1945 года в семье родился сын Дима.

## Научная деятельность
За всю жизнь А. Б. Силаев опубликовал около 400 научных работ, в том числе три монографии, имеет 32 авторских свидетельства.

### Довоенные годы

#### Аспирантура
В 1930 году Алексей Борисович окончил Педагогический Институт и был направлен в аспирантуру в Московский Университет. Там он распределился на кафедру органической химии Химического факультета и с 1930 по 1933 годы находился в аспирантуре у Н. Д. Зелинского и Н. И. Гаврилова. Перед ним стояла задача установить убыль аминного азота при автоклавном гидролизе белков.

#### Кандидатская диссертация, работа с Н. Д. Зелинским
В 1937 году А. Б. Силаев защитил кандидатскую диссертацию, тема которой была «Изучение дикетопиперазинов, как фрагментов белковой молекулы». Учёным были проведены опыты по автоклавному гидролизу белков в присутствии 2 % растворов серной и соляной кислот, фосфорной, уксусной и щавелевой в концентрации до 40 %, при нагревании до 110—180°С в автоклаве в течение 5-10 часов. В результате он установил, что идёт процесс дезаминирования аминокислот и пептидов, образующихся при гидролизе (количество аминного азота убывает столько, сколько прибавляется аммиачного азота). Эти результаты опровергли дикетопиперазиновую теорию строения белка Н. Д. Зелинского и Н. И. Гаврилова.
После защиты диссертации и до начала войны Алексей Борисович под руководством Н. В. Насонова занимался изучением химической природы веществ, стимулирующих рост и формообразование. За время работы ему удалось при комнатной температуре получить гидролизаты хряща с 2 % соляной кислотой, которые содержали 47 % аминного азота и обнаруживали наивысшую активность.

### Послевоенные годы

#### Лаборатория антибиотиков
В сентябре 1950 года по просьбе академика Н. Д. Зелинского на базе лаборатории химии белка была создана лаборатория антибиотиков. После смерти Н. Д. Зелинского в июле 1953 года Алексей Борисович был вынужден уйти на Биологический факультет.
В ноябре 1953 года приказом ректора Силаев был назначен заведующим лабораторией антибиотиков биологического и химического факультетов. Заведовал лабораторией до 1980 года. Научная работа в лаборатории началась летом 1954 года, в 1959 году запустили опытную установку по биосинтезу, выделению и очистке антибиотиков. В 1963 году Силаев защитил докторскую диссертацию.
Лаборатория занималась различными проблемами — от поиска продуцентов антибиотиков до установления их химического строения и механизмов действия. Основным направлением деятельности лаборатории было изучение взаимосвязи между составом, строением, функциональными свойствами молекулы антибиотиков, спектра их биологической активности.
При участии Силаева были установлены химические структуры антибиотиков полимиксина М, неотеломицина (антибиотики А-128-П и А-128-ОП), ристомицина А, аурантина, протаминов из гонад осетровых рыб.
Ряд исследований Силаева посвящён усовершенствованию уже существующих антибиотиков. В связи с этим возник обширный цикл работ по химической и биологической модификации таких антибиотиков, как грамицидин С, полимиксин М, неотеломицин, актиномицин. Эти исследования помогли понять роль отдельных блоков молекулы антибиотика или его функциональных групп в проявлении биологической активности, причины утраты биологической активности.
Развивались работы по изучению механизма действия антибиотиков и их производных. Было показано, что антибиотическое вещество в своём составе и строении обязательно должно иметь элементы структуры, не свойственные веществам нормального метаболизма. Установлена зависимость между количеством фрагментов аномальности, содержащихся в антибиотике, устойчивостью антибиотика к ферментам нормального метаболизма и избирательностью действия препарата (ингибирующий эффект) — чем больше фрагментов аномальности, тем больше устойчивость и избирательность.
Помимо этого, Алексей Борисович занимался разработкой регламентов получения антибиотиков и организацией испытаний в клинике. Под его руководством были выделены многочисленные продуценты антибиотиков различных химических классов. Изучение биологии продуцентов и условий биосинтеза антибиотиков, методов выделения и очистки привело к созданию лабораторно-производственных регламентов получения грамицидина С (глубинный метод), низина, трихотецина, актиномицинов, нонактина, их частичному введению в промышленность. Многие антибиотики, полученные в лаборатории, прошли клинические испытания. Изучались возможности применения некоторых антибиотиков в растениеводстве и животноводстве.

#### Работа в сфере онкологии
В 1965 году А. Б. Силаев стал одним из организаторов межфакультетской комиссии по координации исследований по онкологическим заболеваниям при учёном совете естественных факультетов МГУ. Под его руководством был создан план комплексного изучения злокачественных опухолей, проведено свыше 100 заседаний и научных семинаров по онкологии. Алексей Борисович был главным редактором 7-томного издания сборников «Актуальные проблемы современно онкологии».
А. Б. Силаев проводил исследования в области противоопухолевых препаратов: актиномицинов, протаминов, препаратов из простейших (астазилид, астазиан). Некоторые из этих препаратов прошли клинические испытания. Помимо этого, перед учёными в то время стояла задача поиска препаратов, нормализующих обмен веществ в организме и предотвращающих появление метастазов.

#### Другие сферы деятельности
А. Б. Силаев занимался исследованиями в области серасодержащих органических соединений — велись работы по синтезу меркаптосоединений как радиопротекторов. Помимо этого, он принимал участие в исследованиях по созданию ксенотрансплантатов — заменителей сосудов и клапанов с заданными (
антикоагулянтными, антитромбогенными и антисептическими) свойствами для использования в медицинской практике.

## Педагогическая деятельность
В 1932 году на втором курсе аспирантуры Алексей Борисович прошёл педагогическую практику под руководством профессора М. И. Ушакова и начал вести практические занятия по органической химии биологического и химического факультетов. В этом же году он был приглашён на кафедру химии Университета имени Я. М. Свердлова, где на протяжении 6 лет вёл занятия под руководством А. А. Самойлова. С 1935 года читал курс лекций для геологического факультета Московского Университета. В 1940 году получил звание доцента. Во время эвакуации Университета в Ашхабад читал три курса: по органической химии, антибиотикам и химии отравляющих веществ. В 1966 году получил звание профессора.
С февраля 1980 года А. Б. Силаев был назначен на должность профессора-консультанта лаборатории антибиотиков при кафедре микробиологии Биологического факультета МГУ.
Под руководством и соруководством Алексея Борисовича защищено около 100 кандидатских и 10 докторских диссертаций, в том числе представителями зарубежных стран — Вьетнама, Индии, Сирии, Нигерии и Уганды.

## Заслуги и награды
В 1976 году А. Б. Силаеву присвоено звание заслуженного деятеля науки РСФСР. Награждён орденом «Знак Почёта», медалями «За доблестный труд в Великой Отечественной войне 1941—1945 гг.» и «В память 800-летия Москвы». На протяжении многих лет Алексей Борисович являлся членом ряда Учёных советов: МГУ им. М. В. Ломоносова, ВНИИ антибиотиков, НИИ по изысканию новых антибиотиков АМН СССР, ВОНЦ АМН СССР, Учёного совета Химического факультета № 5; членом секции здравоохранения МИНВУЗ СССР, членом экспертной комиссии ВАКа и членом редакционного совета журнала «Антибиотики», был представителем Межфакультетской комиссии по онкологии.

## Партийная деятельность
В 1925 году был принят в члены комсомола. С 1925 по 1940 гг. состоял в комсомоле и принимал активное участие в общественной работе учащихся. В 1940 году вступил в ряды Партии. В 1944 году был избран членом Парткома МГУ, в 1955 году — секретарём Парткома Химического факультета МГУ, в 1973—1977 гг. избирался членом Парткома Биологического факультета, где руководил иностранным отделом.

## Семья, дети
Супруга А. Б. Силаева — Лидия Алексеевна Филиппова (1907—2003), кандидат химических наук, старший научный сотрудник. В 1929 году окончила Педагогический институт им. Ленина, год работала в Тбилиси в Институте шелководства. В МГУ училась у А. Р. Кизеля, работала научным сотрудником в Институте мясной промышленности, затем в лаборатории химии белка у профессора Н. И. Гаврилова и академика Н. Д. Зелинского в ВИЭМе, позже в Университете на Моховой на кафедре органической химии Химического факультета, вела занятия по функциональному органическому катализу.
Светлана Алексеевна (1939) — доцент кафедры биохимии 1-го Медицинского института им. Сеченова, работала в области биохимии нормального и аномального обмена веществ. Александр Алексеевич (1943) — физик-экспериментатор, работал в области космической физики в НИИЯФ МГУ. Дмитрий Алексеевич (1945) — математик-теоретик, работал на кафедре теоретических проблем управления.